# Ophiomyia phaseoli
Mouche mineuse du haricot
Espèce
Ophiomyia phaseoli, la Mouche mineuse du haricot, est une espèce d'insectes Diptères de la famille des Agromyzidae.

## Description
Dans sa description de 1895, Henry Tryon (d) indique que la larve de cette espèce mesure entre 2,6 et 3,2 mm.

## Classification
L'espèce Ophiomyia phaseoli est décrite en 1895 par Henry Tryon (d) (1856-1943).
L'espèce a été initialement classée dans le genre Oscinis sous le protonyme Oscinis phaseoli Tryon, 1895,.
Ce taxon porte en français le nom vernaculaire ou normalisé de Mouche mineuse du haricot.
Ophiomyia phaseoli a pour synonymes :
- Agromyza phaseoli Coquillett, 1899
- Agromyza destructor Malloch, 1916
- Agromyza fabae Tryon, 1897
- Agromyza fabalis Jack, 1953
- Melanagromyza phaseoli Vanschuytbroeck, 1951
- Ophiomyia gangetica Garg, 1971
- Ophiomyia sanctuarii Singh & Ipe, 1973
- Oscinis phaseoli Tryon, 1895
- Oscinis fabae Tryon, 1897

## Publication originale
- (en) Henry Tryon (d), « The Bean Maggot », Transactions of the Natural History Society of Queensland, Brisbane, vol. 1,‎ 1895, p. 4-7 (lire en ligne, consulté le 22 août 2023).